# Битва за остров Гуденаф
Битва за остров Гуденаф (22—27 октября 1942) — сражение Тихоокеанской кампании Второй мировой войны.

## Предыстория
Остров Гуденаф является самым западным из островов Д’Антркасто в Соломоновом море. В августе 1942 года, когда японские войска вели бои за контроль над заливом Милн подкрепление, посланное к ним на 7 малых судах, было обнаружено авиацией Союзников, когда команды судов отдыхали у острова Гуденаф. Суда были потоплены с воздуха, а 363 человека из состава японской морской пехоты и экипажей судов непреднамеренно оккупировали Гуденаф. Посланный на их спасение эсминец «Яёй» также был потоплен американскими бомбардировщиками.

## Ход событий
22 октября 800 австралийских солдат высадились с двух сторон острова, и начали наступление, беря японцев в клещи. Японцы вели арьергардные бои, а в ночь на 26 октября были эвакуированы подводной лодкой.

## Итоги и последствия
Союзными войсками была выстроена на острове Гуденаф крупная авиабаза, использовавшаяся в ходе наступательных действий в 1943 году.